# LINE CLOVA
LINE CLOVA（ライン・クローバ）は、音声認識によりデバイスの操作を可能にするAIアシスタントである。2017年3月に「モバイルワールドコングレス2017」にてLINEより発表された。
ニュース、天気、占い情報、カレンダーなどのサービスや、家電のホームコントールなどが利用可能である。App StoreやGoogle Playから入手できる設定アプリを通じて、対応デバイスと接続することもできる。
2022年10月26日、本サービスを2023年3月30日で終了し、対応端末の販売も2022年10月31日で終了することを発表した。

## サービス

### Solutions
- LINE AiCall - 音声対応AIサービス
- LINE eKYC - オンライン本人確認

### Products
- CLOVA Chatbot - チャットボット
- CLOVA Face - 顔認識
- CLOVA Vision - 画像認識
- CLOVA Speech - 音声認識
- CLOVA Voice - 音声合成
- CLOVA OCR - 光学文字認識
- CLOVA Text Analystics - テキスト解析

### Devices
- CLOVA WAVE[4]
- CLOVA Desk[5]
- CLOVA Friends[6]
- CLOVA Friends mini[7]